# Pavel Guljajev
Pavel Guljajev (rusky: Павел Гуляев) je ruský horolezec a reprezentant v ledolezení, mistr světa a Evropy, zasloužilý mistr sportu.

## Výkony a ocenění
- 2011: mistr světa v ledolezení
- 2012: mistr Evropy v ledolezení
- 2012: zasloužilý mistr sportu Ruska v ledolezení (oceněná byla také Marija Tolokoninová)[1]

### Závodní výsledky
| Mistrovství světa | Mistrovství světa | Mistrovství světa | Mistrovství světa | Mistrovství světa | Mistrovství světa |
| Rok               | 2007              | 2009              | 2011              | 2013              | 2015              |
| ----------------- | ----------------- | ----------------- | ----------------- | ----------------- | ----------------- |
| Rychlost          | 7                 | ?                 | 1                 | 11                | 0                 |

| Světový pohár | Světový pohár | Světový pohár | Světový pohár | Světový pohár | Světový pohár | Světový pohár | Světový pohár | Světový pohár | Světový pohár | Světový pohár | Světový pohár |
| Rok           | 2006          | 2007          | 2008          | 2009          | 2010          | 2011          | 2012          | 2013          | 2014          | 2015          | 2016          |
| ------------- | ------------- | ------------- | ------------- | ------------- | ------------- | ------------- | ------------- | ------------- | ------------- | ------------- | ------------- |
| Rychlost      | 8             | 8             | —             | 1             | 1             | 2             | 9             | 3             | 5             | 0             | —             |
| jednotlivě*   | 6,,-,-        | 7,9           | —             | ?             | 5,,           | 8,,           | -,-,,         | ,12,,,11      | 4,4,,16       | -,-,-,-,-,0   | —             |

* poznámka: napravo jsou poslední závody v roce
| Mistrovství Evropy | Mistrovství Evropy | Mistrovství Evropy |
| Rok                | 2012               | 2014               |
| ------------------ | ------------------ | ------------------ |
| Rychlost           | 1                  | 16                 |